# Campeonato Brasileiro de Futebol de 1993
O Campeonato Brasileiro de Futebol de 1993 foi a 38.ª edição do Campeonato Brasileiro e foi o sétimo vencido pelo Palmeiras, que não era campeão brasileiro havia exatos 20 anos. As finais foram realizadas contra o Vitória, em dois jogos que contaram com a vitória da equipe paulistana, por 1 a 0, em Salvador, no Estádio da Fonte Nova, e por 2 a 0, no Estádio do Morumbi, na capital paulista.
Em decorrência da decisão da CBF tomada antes do início da edição de 1992, a quantidade de participantes da edição de 1993 passou a ser de 32 clubes, acrescentando os 12 primeiros colocados da Série B do ano anterior (Paraná, Vitória, Criciúma, Santa Cruz, Remo, América-MG, Fortaleza, União São João, Grêmio, Ceará, Desportiva e Coritiba) aos 20 participantes da Série A anterior. A medida foi vista com o intuito de salvaguardar o retorno gremista à primeira divisão.
Até a edição de 2003, que consolidou no Brasil o formato dos pontos corridos, a alteração no regulamento do Campeonato Brasileiro era prática recorrente, tendo como exemplos máximos a edição de 1979, com 94 integrantes e cujo campeão disputou apenas 23 partidas; a edição de 1987, cuja controvérsia sobre o verdadeiro vencedor teve de ser dirimida pelo Supremo Tribunal Federal; e a edição de 2000, cuja organização foi realizada pelo Clube dos 13 de forma a elidir o cumprimento de uma decisão judicial.
Em 1993, a deliberação tomada pela CBF também implicou na inexistência de Série B própria para aquele ano. Os clubes que dela participariam foram, com exceção do Grêmio, colocados nos Grupos C e D da primeira divisão de 1993. O formato da disputa não equilibrou os quatro grupos; para as oito vagas na fase seguinte, seis delas foram destinadas aos times dos Grupos A e B, premiando os três primeiros colocados de cada. Os times dessas chaves - tendo o Grêmio sido inserido no grupo B - também estavam livres de rebaixamento, independentemente da pontuação que acumulassem, o que propiciou que os piores aproveitamentos históricos de Bahia, Fluminense (ambos com 28,5% de aproveitamento), Botafogo (21,4% de aproveitamento) e Atlético Mineiro (14,2% de aproveitamento) não resultassem no descenso, mesmo que, notadamente, estes dois também terminassem respectivamente em penúltimo e em último lugar na tabela geral.
Nos grupos C e D, por sua vez, as quatro piores equipes de cada seriam rebaixadas à Série B de 1994, gerando situações de clubes rebaixados a despeito de acumularem pontuações superiores às oito piores da tabela geral. Ademais, nem mesmo a liderança em algum desses grupos conferia vaga automática na fase seguinte; as duas vagas restantes das oito na segunda fase de grupos seriam destinadas, aos times das chaves C e D, a quem prevalecesse em duelos eliminatórios do líder de uma contra o vice-líder da outra. Nessa fase intermediária, a líder do Grupo C, a Portuguesa, acabou eliminada pelo segundo colocado do C, o Remo - que, ao garantir-se entre os oito clubes da segunda fase, pôde assegurar a melhor campanha de uma equipe da Região Norte do Brasil na Série A, um oitavo lugar geral.
Líder do Grupo C e classificado na fase intermediária, o Vitória conseguiu adiante também liderar o seu grupo na segunda fase e assim classificar-se à final, em detrimento do Corinthians, que, líder do Grupo A, acabou de fora da decisão embora tenha sofrido uma única derrota em todo o campeonato, precisamente para o Vitória, em Salvador. O Palmeiras, por sua vez, liderou o Grupo B, manteve a liderança do seu grupo também na segunda fase e, ao vencer ambas as finais com o Vitória, encerrou o ano com um terceiro troféu: já havia vencido o Paulistão de 1993, a encerrar jejum de dezessete anos sem títulos oficiais, bem como o Torneio Rio-São Paulo daquele ano.
Apesar da campanha finalista do Vitória, o desequilíbrio do formato chegou a gerar revolta nas demais equipes das chaves C e D, bem como questionamentos judiciais (ao final de novembro) quanto ao caráter desproporcional do rebaixamento - tanto perante o STJD como perante a 8ª Vara Cível do Rio de Janeiro, sem que a insurgência prosperasse. Uma das equipes rebaixadas, a Desportiva efetuou a última participação de um time do Estado do Espírito Santo na primeira divisão brasileira. O torneio também foi o último a ter juntos três representantes de Pernambuco; desde então, no máximo dois clubes pernambucanos puderam participar simultaneamente, em duplas do Sport ora com o Náutico e ora com o Santa Cruz. Com isso, o clássico Náutico-Santa Cruz não mais se realizou na divisão principal.
O Brasileirão de 1993 também foi o último a ter o clássico Re-Pa disputado na Série A; embora tanto Remo como Paysandu participassem da edição de 1994, a última com ambos juntos na elite, nela ficaram em grupos diferentes e não se enfrentaram; também foi por 26 anos o último a ter o Clássico-Rei, com o Ceará e o Fortaleza só vindo a reaparecer juntos a partir de 2019 na primeira divisão; e foi o primeiro a ter União São João e Paraná, assim como ter conjuntamente o trio paranaense deste clube com Athletico e Coritiba.

## Participantes
| Equipe                 | Cidade            | Estado | Em 1992       | Estádio (mando)       | Título(s)                                  |
| ---------------------- | ----------------- | ------ | ------------- | --------------------- | ------------------------------------------ |
| América Mineiro        | Belo Horizonte    | MG     | 6º (Série B)  | Independência         | 0 (não possui)                             |
| Atlético Mineiro       | Belo Horizonte    | MG     | 13º           | Mineirão              | 2 (1937, 1971)                             |
| Athletico Paranaense   | Curitiba          | PR     | 15º           | Pinheirão             | 0 (não possui)                             |
| Bahia                  | Salvador          | BA     | 18º           | Fonte Nova            | 2 (1959, 1988)                             |
| Botafogo               | Rio de Janeiro    | RJ     | 2º            | Maracanã              | 1 (1968)                                   |
| Bragantino             | Bragança Paulista | SP     | 4º            | Marcelo Stéfani       | 0 (não possui)                             |
| Ceará                  | Fortaleza         | CE     | 10º (Série B) | Castelão              | 0 (não possui)                             |
| Corinthians            | São Paulo         | SP     | 5º            | Pacaembu              | 1 (1990)                                   |
| Coritiba               | Curitiba          | PR     | 12º (Série B) | Couto Pereira         | 1 (1985)                                   |
| Criciúma               | Criciúma          | SC     | 3º (Série B)  | Heriberto Hülse       | 0 (não possui)                             |
| Cruzeiro               | Belo Horizonte    | MG     | 8º            | Mineirão              | 1 (1966)                                   |
| Desportiva Ferroviária | Cariacica         | ES     | 11º (Série B) | Engº Alencar Araripe  | 0 (não possui)                             |
| Flamengo               | Rio de Janeiro    | RJ     | 1º            | Maracanã              | 4 (1980, 1982, 1983, 1992)                 |
| Fluminense             | Rio de Janeiro    | RJ     | 14º           | Maracanã              | 2 (1970, 1984)                             |
| Fortaleza              | Fortaleza         | CE     | 7º (Série B)  | Castelão              | 0 (não possui)                             |
| Goiás                  | Goiânia           | GO     | 17º           | Estádio Serra Dourada | 0 (não possui)                             |
| Grêmio                 | Porto Alegre      | RS     | 9º (Série B)  | Olímpico              | 1 (1981)                                   |
| Guarani                | Campinas          | SP     | 9º            | Brinco de Ouro        | 1 (1978)                                   |
| Internacional          | Porto Alegre      | RS     | 10º           | Beira-Rio             | 3 (1975, 1976, 1979)                       |
| Náutico                | Recife            | PE     | 19º           | Aflitos               | 0 (não possui)                             |
| Palmeiras              | São Paulo         | SP     | 11º           | Parque Antártica      | 6 (1960, 1967, 1967 RGP, 1969, 1972, 1973) |
| Paraná                 | Curitiba          | PR     | 1º (Série B)  | Durival Britto        | 0 (não possui)                             |
| Paysandu               | Belém             | PA     | 20º           | Curuzu                | 0 (não possui)                             |
| Portuguesa             | São Paulo         | SP     | 16º           | Canindé               | 0 (não possui)                             |
| Remo                   | Belém             | PA     | 5º (Série B)  | Baenão                | 0 (não possui)                             |
| Santa Cruz             | Recife            | PE     | 4º (Série B)  | Arruda                | 0 (não possui)                             |
| Santos                 | Santos            | SP     | 7º            | Vila Belmiro          | 6 (1961, 1962, 1963, 1964, 1965, 1968 RGP) |
| São Paulo              | São Paulo         | SP     | 6º            | Morumbi               | 3 (1977, 1986, 1991)                       |
| Sport                  | Recife            | PE     | 12º           | Ilha do Retiro        | 1 (1987)                                   |
| União São João         | Araras            | SP     | 8º (Série B)  | Hermínio Ometto       | 0 (não possui)                             |
| Vasco da Gama          | Rio de Janeiro    | RJ     | 3º            | São Januário          | 2 (1974, 1989)                             |
| Vitória                | Salvador          | BA     | 2º (Série B)  | Barradão              | 0 (não possui)                             |

## Fórmula de disputa
Primeira Fase, grupos A e B: 16 clubes, divididos em dois grupos de oito; jogam todos contra todos dentro de cada grupo, em dois turnos; classificam-se para a próxima fase os três primeiros de cada grupo.
Primeira fase, grupos C e D: 16 clubes, também divididos em dois grupos de oito; igualmente com jogos dentro de cada grupo, em dois turnos; mas classificam-se apenas dois de cada grupo para a fase intermediária; e os últimos quatro de cada grupo são rebaixados.
Fase intermediária: Os quatro classificados dos grupos C e D disputam duas vagas para a segunda fase, em sistema eliminatório, com jogos de ida e volta. A pontuação obtida nesses jogos não é considerada para a tabela geral.
Segunda fase: Oito clubes (seis dos grupos A e B, mais dois dos grupos C e D) divididos em dois grupos de quatro; jogam dentro dos grupos, em dois turnos; classifica-se para a final o vencedor de cada grupo.
Final: Os dois finalistas decidem o título em dois jogos, em sistema de ida e volta, com a vantagem do empate para o clube com melhor campanha.

## Primeira fase

### Grupo A
| Pos. | Equipes       | P  | J  | V  | E | D  | GP | GC | SG  | %  | Classificação ou rebaixamento |
| ---- | ------------- | -- | -- | -- | - | -- | -- | -- | --- | -- | ----------------------------- |
| 1    | Corinthians   | 24 | 14 | 10 | 4 | 0  | 27 | 8  | +19 | 85 | Classificados à segunda fase  |
| 2    | São Paulo     | 17 | 14 | 5  | 7 | 2  | 19 | 12 | +7  | 60 | Classificados à segunda fase  |
| 3    | Flamengo      | 16 | 14 | 6  | 4 | 4  | 17 | 16 | +1  | 57 | Classificados à segunda fase  |
| 4    | Cruzeiro      | 14 | 14 | 6  | 2 | 6  | 22 | 15 | +7  | 50 |                               |
| 5    | Internacional | 14 | 14 | 5  | 4 | 5  | 17 | 20 | –3  | 50 |                               |
| 6    | Bragantino    | 13 | 14 | 2  | 9 | 3  | 18 | 16 | +2  | 46 |                               |
| 7    | Bahia         | 8  | 14 | 2  | 4 | 8  | 10 | 29 | –19 | 28 |                               |
| 8    | Botafogo      | 6  | 14 | 2  | 2 | 10 | 7  | 21 | –14 | 21 |                               |

### Grupo B
| Pos. | Equipes          | P  | J  | V  | E | D  | GP | GC | SG  | %  | Classificação ou rebaixamento |
| ---- | ---------------- | -- | -- | -- | - | -- | -- | -- | --- | -- | ----------------------------- |
| 1    | Palmeiras        | 22 | 14 | 10 | 2 | 2  | 27 | 14 | +13 | 78 | Classificados à segunda fase  |
| 2    | Santos           | 20 | 14 | 8  | 4 | 2  | 24 | 14 | +10 | 71 | Classificados à segunda fase  |
| 3    | Guarani          | 19 | 14 | 7  | 5 | 2  | 21 | 13 | +8  | 67 | Classificados à segunda fase  |
| 4    | Grêmio           | 15 | 14 | 6  | 3 | 5  | 20 | 17 | +3  | 53 |                               |
| 5    | Vasco da Gama    | 13 | 14 | 5  | 3 | 6  | 19 | 20 | –1  | 46 |                               |
| 6    | Sport            | 11 | 14 | 4  | 3 | 7  | 10 | 21 | –11 | 39 |                               |
| 7    | Fluminense       | 8  | 14 | 3  | 2 | 9  | 18 | 26 | –8  | 28 |                               |
| 8    | Atlético Mineiro | 4  | 14 | 1  | 2 | 11 | 7  | 21 | –14 | 14 |                               |

### Grupo C
| Pos. | Equipes    | P  | J  | V | E | D | GP | GC | SG  | %  | Classificação ou rebaixamento |
| ---- | ---------- | -- | -- | - | - | - | -- | -- | --- | -- | ----------------------------- |
| 1    | Vitória    | 20 | 14 | 9 | 2 | 3 | 27 | 14 | +13 | 71 | Classificados aos playoffs    |
| 2    | Remo       | 17 | 14 | 8 | 1 | 5 | 28 | 17 | +11 | 60 | Classificados aos playoffs    |
| 3    | Paysandu   | 17 | 14 | 6 | 5 | 3 | 15 | 13 | +2  | 60 |                               |
| 4    | Náutico    | 14 | 14 | 5 | 4 | 5 | 14 | 18 | –4  | 50 |                               |
| 5    | Ceará      | 13 | 14 | 6 | 1 | 7 | 16 | 19 | –3  | 46 | Rebaixados à Série B de 1994  |
| 6    | Santa Cruz | 12 | 14 | 5 | 2 | 7 | 20 | 17 | +3  | 42 | Rebaixados à Série B de 1994  |
| 7    | Goiás      | 10 | 14 | 2 | 6 | 6 | 12 | 22 | –10 | 35 | Rebaixados à Série B de 1994  |
| 8    | Fortaleza  | 9  | 14 | 2 | 5 | 7 | 11 | 23 | –12 | 32 | Rebaixados à Série B de 1994  |

### Grupo D
| Pos. | Equipes                | P  | J  | V | E | D | GP | GC | SG  | %  | Classificação ou rebaixamento |
| ---- | ---------------------- | -- | -- | - | - | - | -- | -- | --- | -- | ----------------------------- |
| 1    | Portuguesa             | 17 | 14 | 7 | 3 | 4 | 23 | 16 | +7  | 60 | Classificados aos playoffs    |
| 2    | Paraná                 | 17 | 14 | 6 | 5 | 3 | 17 | 11 | +6  | 60 | Classificados aos playoffs    |
| 3    | União São João         | 16 | 14 | 6 | 4 | 4 | 21 | 11 | +10 | 57 |                               |
| 4    | Criciúma               | 15 | 14 | 6 | 3 | 5 | 18 | 20 | –2  | 53 |                               |
| 5    | América Mineiro        | 14 | 14 | 4 | 6 | 4 | 18 | 18 | 0   | 50 | Rebaixados à Série B de 1994  |
| 6    | Coritiba               | 13 | 14 | 3 | 7 | 4 | 10 | 15 | –5  | 46 | Rebaixados à Série B de 1994  |
| 7    | Athletico Paranaense   | 12 | 14 | 3 | 6 | 5 | 14 | 16 | –2  | 42 | Rebaixados à Série B de 1994  |
| 8    | Desportiva Ferroviária | 8  | 14 | 1 | 6 | 7 | 9  | 23 | –14 | 28 | Rebaixados à Série B de 1994  |

## Playoffs
Fase Intermediária
Jogos de Ida
| Domingo, 7 de novembro | Paraná         | 1 – 1 | Vitória        | Pinheirão, Curitiba                       |
|                        | Nei Santos 61' |       | 17' Alex Alves | Público: 15 177 Árbitro: SC Dalmo Bozzano |

| Domingo, 7 de novembro | Remo                                                               | 5 – 2 | Portuguesa                         | Mangueirão, Belém                               |
|                        | Mauricinho 5' · Ageu Sabiá 10', 40' · Guilherme 72' · Tarcísio 80' |       | 45' Paulinho Kobayashi · 57' Dener | Público: 30 611 Árbitro: RJ José Roberto Wright |

Jogos de Volta
| Domingo, 14 de novembro | Vitória | 0 – 0 | Paraná | Fonte Nova, Salvador                           |
|                         |         |       |        | Público: 60 550 Árbitro: SP Edmundo Lima Filho |

| Domingo, 14 de novembro | Portuguesa               | 2 – 0 | Remo | Canindé, São Paulo                       |
|                         | Bentinho 29' (pen.), 45' |       |      | Público: 10 173 Árbitro: RJ Válter Senra |

## Segunda Fase

### Grupo E
| Pos. | Equipes     | P | J | V | E | D | GP | GC | SG | %  | Classificação ou rebaixamento |
| ---- | ----------- | - | - | - | - | - | -- | -- | -- | -- | ----------------------------- |
| 1    | Vitória     | 8 | 6 | 2 | 4 | 0 | 11 | 9  | +2 | 66 | Classificado à final          |
| 2    | Corinthians | 7 | 6 | 2 | 3 | 1 | 11 | 10 | +1 | 58 |                               |
| 3    | Santos      | 5 | 6 | 1 | 3 | 2 | 11 | 12 | –1 | 41 |                               |
| 4    | Flamengo    | 4 | 6 | 0 | 4 | 2 | 6  | 8  | –2 | 33 |                               |

### Grupo F
| Pos. | Equipes   | P  | J | V | E | D | GP | GC | SG  | %  | Classificação ou rebaixamento |
| ---- | --------- | -- | - | - | - | - | -- | -- | --- | -- | ----------------------------- |
| 1    | Palmeiras | 10 | 6 | 4 | 2 | 0 | 10 | 3  | +7  | 83 | Classificado à final          |
| 2    | São Paulo | 9  | 6 | 4 | 1 | 1 | 8  | 5  | +3  | 75 |                               |
| 3    | Guarani   | 3  | 6 | 1 | 1 | 4 | 12 | 12 | 0   | 25 |                               |
| 4    | Remo      | 2  | 6 | 0 | 2 | 4 | 4  | 14 | –10 | 16 |                               |

## Final
Jogo de Ida
| Domingo, 12 de dezembro | Vitória | 0 – 1 | Palmeiras   | Fonte Nova, Salvador                         |
|                         |         |       | 78' Edílson | Público: 77 772 Árbitro: RS Renato Marsiglia |

| G              |  | Dida           |
| LD             |  | Rodrigo        |
| Z              |  | João Marcelo   |
| Z              |  | China          |
| LE             |  | Renato Martins |
| V              |  | Gil Sergipano  |
| V              |  | Roberto Cavalo |
| M              |  | Paulo Isidoro  |
| M              |  | Pichetti       |
| A              |  | Claudinho      |
| A              |  | Alex Alves     |
| Substituições: |  |                |
| G              |  | Ronaldo        |
| Z              |  | Evandro        |
| V              |  | Vampeta        |
| M              |  | Fabinho Santos |
| A              |  | Gerônimo       |
| Treinador:     |  |                |
| Fito Neves     |  |                |

| G                    |  | Sérgio         |
| LD                   |  | Cláudio        |
| Z                    |  | Antônio Carlos |
| Z                    |  | Cléber         |
| LE                   |  | Roberto Carlos |
| V                    |  | César Sampaio  |
| V                    |  | Mazinho        |
| M                    |  | Edílson        |
| M                    |  | Zinho          |
| A                    |  | Edmundo        |
| A                    |  | Evair          |
| Substituições:       |  |                |
| G                    |  | Marcos         |
| Z                    |  | Ricardo        |
| V                    |  | Amaral         |
| M                    |  | Jean Carlo     |
| A                    |  | Sorato         |
| Treinador:           |  |                |
| Vanderlei Luxemburgo |  |                |

Jogo de Volta
| Domingo, 19 de dezembro | Palmeiras              | 2 – 0 | Vitória | Morumbi, São Paulo                                    |
|                         | Evair 4' · Edmundo 23' |       |         | Público: 88 644 Árbitro: MG Márcio Rezende de Freitas |

| G                    |  | Sérgio         |
| LD                   |  | Gil Baiano     |
| Z                    |  | Antônio Carlos |
| Z                    |  | Cléber         |
| LE                   |  | Roberto Carlos |
| V                    |  | César Sampaio  |
| V                    |  | Mazinho        |
| M                    |  | Edílson        |
| M                    |  | Zinho          |
| A                    |  | Edmundo        |
| A                    |  | Evair          |
| Substituições:       |  |                |
| G                    |  | Marcos         |
| Z                    |  | Tonhão         |
| V                    |  | Amaral         |
| M                    |  | Jean Carlo     |
| A                    |  | Sorato         |
| Treinador:           |  |                |
| Vanderlei Luxemburgo |  |                |

| G              |  | Dida           |
| LD             |  | Rodrigo        |
| Z              |  | João Marcelo   |
| Z              |  | China          |
| LE             |  | Renato Martins |
| V              |  | Gil Sergipano  |
| V              |  | Roberto Cavalo |
| M              |  | Paulo Isidoro  |
| M              |  | Giuliano       |
| A              |  | Claudinho      |
| A              |  | Alex Alves     |
| Substituições: |  |                |
| G              |  | Ronaldo        |
| Z              |  | Evandro        |
| V              |  | Vampeta        |
| M              |  | Fabinho Santos |
| A              |  | Gerônimo       |
| Treinador:     |  |                |
| Fito Neves     |  |                |

## Artilheiros
1. Guga (Santos), 14 gols
2. Clóvis (Guarani), 13 gols
3. Ronaldo (Cruzeiro), 12 gols

## Premiação
| Campeonato Brasileiro de Futebol de 1993          |
| São Paulo                                         |
| ------------------------------------------------- |
| Sociedade Esportiva Palmeiras Campeão (7° título) |

## Classificação geral
| Pos. | Equipes                | P   | J  | V  | E | D  | GP | GC | SG  | %  | Classificação ou rebaixamento                    |
| ---- | ---------------------- | --- | -- | -- | - | -- | -- | -- | --- | -- | ------------------------------------------------ |
| 1    | Palmeiras              | 36  | 22 | 16 | 4 | 2  | 40 | 17 | +23 | 81 | Fase de grupos da Copa Libertadores de 1994      |
| 2    | Vitória                | 283 | 24 | 11 | 8 | 5  | 39 | 27 | +12 | 62 | Copa Conmebol de 1994                            |
| 3    | Corinthians            | 31  | 20 | 12 | 7 | 1  | 38 | 18 | +20 | 77 | Copa Conmebol de 1994                            |
| 4    | São Paulo              | 26  | 20 | 9  | 8 | 3  | 27 | 17 | +10 | 65 | Oitavas de final da Copa Libertadores de 19941,2 |
| 5    | Santos                 | 25  | 20 | 9  | 7 | 4  | 35 | 26 | +9  | 62 |                                                  |
| 6    | Guarani                | 22  | 20 | 8  | 6 | 6  | 33 | 25 | +8  | 55 |                                                  |
| 7    | Flamengo               | 20  | 20 | 6  | 8 | 6  | 23 | 24 | –1  | 50 |                                                  |
| 8    | Remo                   | 193 | 22 | 9  | 3 | 10 | 37 | 35 | +2  | 47 |                                                  |
| 9    | Portuguesa             | 173 | 16 | 8  | 3 | 5  | 27 | 21 | +6  | 59 |                                                  |
| 10   | Paraná                 | 173 | 16 | 6  | 7 | 3  | 18 | 12 | +6  | 59 |                                                  |
| 11   | Paysandu               | 17  | 14 | 6  | 5 | 3  | 15 | 13 | +2  | 60 |                                                  |
| 12   | União São João         | 16  | 14 | 6  | 4 | 4  | 21 | 11 | +10 | 57 |                                                  |
| 13   | Grêmio                 | 15  | 14 | 6  | 3 | 5  | 20 | 17 | +3  | 53 | Copa Conmebol de 19942                           |
| 14   | Criciúma               | 15  | 14 | 6  | 3 | 5  | 18 | 20 | –2  | 53 |                                                  |
| 15   | Cruzeiro               | 14  | 14 | 6  | 2 | 6  | 22 | 15 | +7  | 50 | Fase de grupos da Copa Libertadores de 19941     |
| 16   | América Mineiro        | 14  | 14 | 4  | 6 | 4  | 18 | 18 | 0   | 50 | Rebaixado à Série B de 19944                     |
| 17   | Internacional          | 14  | 14 | 5  | 4 | 5  | 17 | 20 | –3  | 50 |                                                  |
| 18   | Náutico                | 14  | 14 | 5  | 4 | 5  | 14 | 18 | –4  | 50 |                                                  |
| 19   | Bragantino             | 13  | 14 | 2  | 9 | 3  | 18 | 16 | +2  | 46 |                                                  |
| 20   | Vasco da Gama          | 13  | 14 | 5  | 3 | 6  | 19 | 20 | –1  | 46 |                                                  |
| 21   | Ceará                  | 13  | 14 | 6  | 1 | 7  | 16 | 19 | –3  | 46 | Rebaixados à Série B de 19944                    |
| 22   | Coritiba               | 13  | 14 | 3  | 7 | 4  | 10 | 15 | –5  | 46 | Rebaixados à Série B de 19944                    |
| 23   | Santa Cruz             | 12  | 14 | 5  | 2 | 7  | 20 | 17 | +3  | 42 | Rebaixados à Série B de 19944                    |
| 24   | Athletico Paranaense   | 12  | 14 | 3  | 6 | 5  | 14 | 16 | –2  | 42 | Rebaixados à Série B de 19944                    |
| 25   | Sport                  | 11  | 14 | 4  | 3 | 7  | 10 | 21 | –11 | 39 |                                                  |
| 26   | Goiás                  | 10  | 14 | 2  | 6 | 6  | 12 | 22 | –10 | 35 | Rebaixados à Série B de 19944                    |
| 27   | Fortaleza              | 9   | 14 | 2  | 5 | 7  | 11 | 23 | –12 | 32 | Rebaixados à Série B de 19944                    |
| 28   | Fluminense             | 8   | 14 | 3  | 2 | 9  | 18 | 26 | –8  | 28 |                                                  |
| 29   | Desportiva Ferroviária | 8   | 14 | 1  | 6 | 7  | 9  | 23 | –14 | 28 | Rebaixado à Série B de 19944                     |
| 30   | Bahia                  | 8   | 14 | 2  | 4 | 8  | 10 | 29 | –19 | 28 |                                                  |
| 31   | Botafogo               | 6   | 14 | 2  | 2 | 10 | 7  | 21 | –14 | 21 | Copa Conmebol de 19942                           |
| 32   | Atlético Mineiro       | 4   | 14 | 1  | 2 | 11 | 7  | 21 | –14 | 14 |                                                  |

1São Paulo e Cruzeiro classificaram-se para a Copa Libertadores da América de 1994 por terem sido campeões da Copa Libertadores da América de 1993 e Copa do Brasil de 1993, respectivamente.

2Botafogo e Grêmio classificaram-se na Copa Conmebol de 1994 por ser campeão da Copa Conmebol de 1993 e por ser vice-campeão da Copa do Brasil de 1993, respectivamente. O São Paulo, além de classificado para a Libertadores, também se classificou para a Copa Conmebol por ser o 4º colocado.

3A pontuação obtida nos cruzamentos dos Grupos C e D (nos quais Vitória, Remo, Portuguesa e Paraná colheram cada um dois pontos, considerando-se que vitórias valiam dois pontos e empates valiam um ponto) não foi válida para a tabela final.

4América Mineiro, Ceará, Coritiba, Santa Cruz e Athletico Paranaense, embora somassem pontuação superior às oito piores gerais do campeonato, foram rebaixados à Série B de 1994 conjuntamente com Goiás, Fortaleza e Desportiva por terem todos terminado nas quatro colocações finais cada dos Grupos C ou D. Do mesmo modo, embora Sport, Fluminense, Bahia, Botafogo e Atlético Mineiro terminassem entre os oito piores colocações gerais do campeonato, sendo do Atlético o 32º e último lugar geral, a presença destes cinco clubes entre os grupos A ou B os livrou do rebaixamento. 